# Гаврилов-Ямський район
Гаврилов-Ямський район (рос. Гаврилов-Ямский район) — адміністративна одиниця Ярославської області Російської Федерації.
Адміністративний центр — місто Гаврилов-Ям.

## Адміністративний поділ
До складу району входять одне міське та 4 сільських поселення:
1. міське поселення Гаврилов-Ям (в межах міста Гаврилов-Ям)
2. Великосельське сільське поселення (с. Великоє)
  - Великосельський сільський округ
  - Кузовковський сільський округ
  - Плотинський сільський округ
3. Мітинське сільське поселення (с. Мітіно)
  - Мітінський сільський округ
  - Стогинський сільський округ
4. Заяче-Холмське сільське поселення (с. Заячий-Холм)
  - Заяче-Холмський сільський округ
  - Ставотинський сільський округ
5. Шопшинське сільське поселення (с. Шопша)
  - Ільїнський сільський округ
  - Шопшинський сільський округ